# Décès en 975
Décès
- 971
- 972
- 973
- 974
- 975
- 976
- 977
- 978
- 979

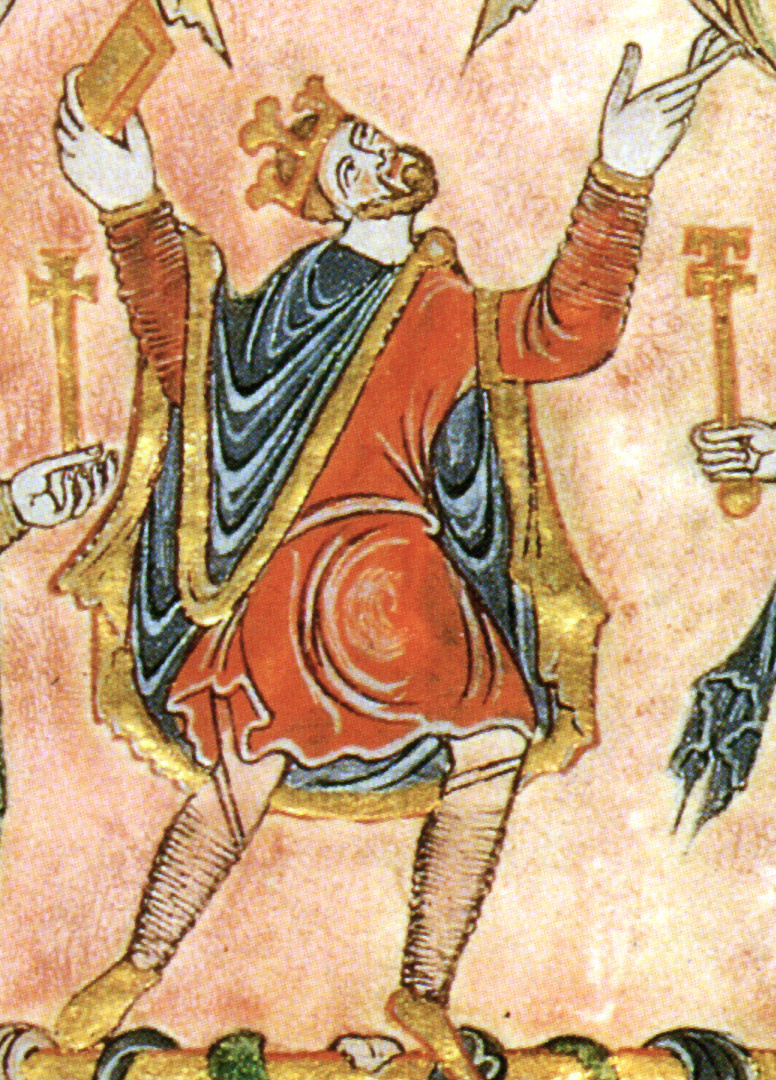
Edgar le Pacifique, mort en 975.

Cette page dresse une liste de personnalités mortes au cours de l'année 975 :

## Jour connu
- 4 juillet : Gwangjong, roi de Goryeo.
- 28 juin : Cyneweard, évêque de Wells[1].
- 8 juillet : Edgar, roi d’Angleterre[2].
- 24 décembre : Al-Muizz li-Dîn Allah, calife fatimide.

## Jour inconnu
- Bernard Ier d'Auch, troisième archevêque d'Auch.
- Blidulphe, religieux français de l’abbaye de Gorze, fondateur du prieuré d'Échéry.
- Démétrius III, roi d'Abkazie.
- Domnall mac Owen, roi de Strathclyde.
- Gu Hongzhong, peintre chinois.
- Al-Muti, calife abbasside de Bagdad.

## Crédit d'auteurs
- Cet article est partiellement ou en totalité issu de l'article intitulé « 975 » (voir la liste des auteurs).